# Аузанс, Андрей
Андрейс Аузанс (в Российской Императорской армии, Рабоче-крестьянской Красной Армии и военной историографии — Андрей Иванович Аузан, латыш. Andrejs Auzāns; 4 апреля 1871 — 23 марта 1953) — генерал Русской императорской армии, участник Первой мировой войны, один из первых командиров латышских стрелковых частей, но не руководил ими в октябрьском перевороте, будучи начальником военно-топографического управления при Временном Правительстве и Рабоче-крестьянской Красной Армии. После Гражданской войны — один из военачальников Латвийской армии.

## Биография
Андрей Иванович Аузан родился 22 марта (4 апреля) 1871 года в крестьянской, лютеранской семье в Плявиньской волости Рижского уезда Лифляндской губернии. В 1893 году окончил Псковское землемерное училище.
1 октября (13 октября) 1893 года начал учёбу юнкером в Военно-топографическом училище, в котором учился до 1895 года.
С 23 сентября (5 октября) 1895 года в чине подпоручика был выпущен в Корпус военных топографов и начал 13 октября (25 октября) 1895 года службу в Лейб-гвардии Финляндском полку. С 6 апреля (18 апреля) 1896 года был производителем топографических работ по съемке Финляндии и Санкт-Петербургской губернии в качестве офицера топографической части. 8 августа (20 августа) 1898 года ему был присвоен чин поручика.
24 декабря 1898 года он был прикомандирован к 114-у пехотному Новоторжскому полку, а с 12 октября 1900 года откомандирован для обучения в отделе геодезии Николаевской академии Генерального штаба, которое окончил в 1903 году по 1-у разряду. 8 августа (21 августа) 1901 года ему был присвоен чин штабс-капитана. 23 мая 1903 года ему был присвоен чин капитана.
Участник русско-японской войны 1904—1905 годов. С 24 февраля по 11 марта 1905 года служил в Корпусе военных топографов и занимался проведением вычислительных работ при Военно-топографическом управлении Главного Штаба с 11 марта по 18 мая 1905 года. С 18 мая 1905 года по 1 декабря 1906 года был производителем астрономических работ на 2-й Манчжурской военно-топографической съемке.
После русско-японской войны с 1 декабря 1906 года по 4 мая 1907 года А. И. Аузан был прикомандирован к Военно-топографическому управлению Главного Штаба в Санкт-Петербурге.

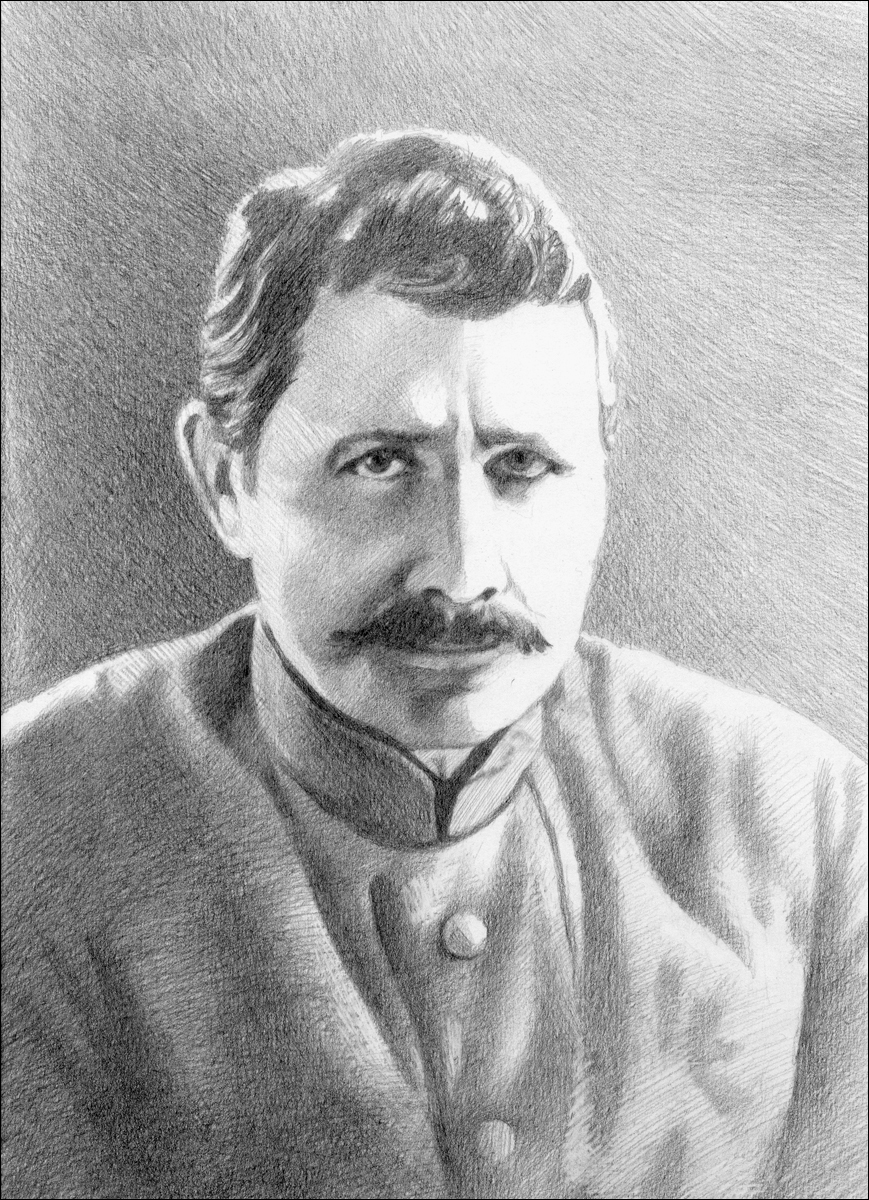
Начальник ВТУ Генштаба РККА — начальник Корпуса военных топографов РККА А. И. Аузан. Данное изображение размещено в ВТУ Генштаба Российской Армии.

С 4 мая 1907 года по 19 марта 1910 года А. И. Аузан был производителем астрономических работ при Военно—топографическом отделении Туркестанского военного округа (наблюдатель на Чарджуйской международной астрономической станции).
6 декабря 1908 года ему был присвоен чин подполковника. С 19 марта 1910 года по 23 марта 1911 года он являлся помощник начальника Геодезического отделения Военно-топографического отдела Главного управления Генерального штаба. С 23 марта 1911 года он являлся штаб-офицером для поручений и астрономических работ при Военно-топографическом отделении штаба Туркестанского ВО и заведующим Ташкентской физической и астрономической обсерваторией. 6 декабря 1911 года получил чин полковника. В 1914 году являлся членом сейсмической комиссии Академии наук.
С 24 декабря 1915 года А. И. Аузан командовал 7-м Баускским латышским батальоном. С 17 июля 1916 года он являлся временно исполняющим должность командира 2-й Латышской стрелковой бригады, а с 30 октября 1916 года был командиром 2-й Латышской стрелковой бригады. Принимал непосредственное участие в боевых действиях. В марте 1917 года был назначен членом Георгиевской думы. В апреле 1917 года ему был присвоен чин генерал-майора. С 28 апреля 1917 года он стал начальником Военно-топографического управления Генерального штаба.
А. И. Аузан добровольно вступил в РККА и со 2 мая 1918 года являлся начальником Корпуса военных топографов. С 4 февраля 1921 года являлся штатным преподавателем Военной академии РККА.
В 1923 году он был репрессирован по обвинению во вредительстве. В том же году пытался устроиться на работу в военно-топографический отдел штаба РККА, но под давлением комиссара отдела А. И. Артанова ему было отказано.

## Служба в Латвийской армии
В 1923 году вернулся в Латвию и в чине генерала продолжил военную службу в Латвийской армии, где он являлся членом Военного совета и начальником Военно-топографического отдела. В мае 1931 вышел в отставку.
В 1933—1944 годах после отставки проживал с супругой в Медуми.
В конце Второй мировой войны в 1944 году переехал на жительство в Германию. В 1948 году эмигрировал в Великобританию. Скончался в Стокпорте в Великобритании 23 марта 1953 года.

## Награды
- орден Святого Георгия IV степени (1917, за отличие при командовании 2-й Латышской стрелковой бригадой)
- орден Святого Владимира IV степени
- орден Святого Владимира III степени
- орден Святого Станислава III степени
- орден Святого Станислава II степени
- орден Святой Анны III степени
- орден Святой Анны II степени
- Орден Восходящей звезды Бухары III степени (1910)[5]
- Латвийский Орден Трёх звёзд III степени (1931)
- Орден Орлиного креста II степени (Эстония)